# President Masaryk
Die President Masaryk war ein tschechoslowakisches Kriegsschiff, das als Patrouillenboot bzw. Flussmonitor (1932–1944) auf der Donau eingesetzt wurde. Benannt nach Tomáš Garrigue Masaryk, war das Schiff zuerst in tschechoslowakischem und von 1939 bis 1944 unter dem Namen Bechelaren in deutschem Besitz. Nach dem Zweiten Weltkrieg wurde das Schiff demilitarisiert und zivil verwendet. 1978 wurde es verschrottet.

## Geschichte
Das Muster für die Herstellung des Patrouillenboots waren österreichisch-ungarische Schiffe. Nach der Stabilisierung der 1918 entstandenen Tschechoslowakei wurde das Schiff 1929 in der Škoda-Werft in der slowakischen Stadt Komárno auf Kiel gelegt. Durch die gute wirtschaftliche Lage waren die hohen Baukosten kein Problem. Das Schiff wurde mit vier 6,6-cm-Schiffsgeschützen L30, vier schweren Maschinengewehren Kaliber 7,92 mm und zehn Kontaktminen ausgerüstet. Die Propeller stammten von der Hamburger Firma Zeise.
Der Stapellauf der President Masaryk erfolgte am 19. Oktober 1930. Nach mehreren Tests stellte sich heraus, dass das Schiff nicht die erwarteten Leistungen erfüllte. Doch man verzichtete der Weltwirtschaftskrise wegen auf einen Umbau. Die Inbetriebnahme des Schiffes erfolgte schließlich im August 1932 auf der Donau.
Nach der Zerschlagung der Tschechoslowakei im März 1939 ging das Schiff in deutschen Besitz über und wurde nach einer Figur der Nibelungensage in Bechelaren umbenannt. Das Schiff wurde in die Donauflottille der Kriegsmarine eingereiht. Im November 1939 begann ein Umbau durch die Werft in Korneuburg. Im Mai 1940 wurde das Schiff in noch unfertigem Zustand nach Linz geschleppt. Erst Anfang Mai 1941 war die Bechelaren einsatzbereit. Ab Sommer 1943 wurde sie als Führerschiff beim Sicherungseinsatz gegen Partisanen auf der Donau zwischen Baziaş beim Eisernen Tor und Novi Sad eingesetzt. Anfang September 1943 musste das Schiff nach wiederholten Schäden seiner Dampfturbinen aus dem Einsatz genommen werden. Im Januar 1944 wurden in Linz neue Dieselmotoren eingebaut. Außerdem wurden zwei tschechische 6,6-cm-Kanonen, eine 3,7-cm-Kanone und eine 2,0-cm-Flak eingebaut. Am 30. April 1944 wurde die Bechelaren wieder in Dienst gestellt. Bei einem erneuten Umbau von Januar bis März 1945 wurden die tschechischen 6,6-cm-Kanonen durch deutsche 8,8-cm-Kanonen ersetzt.